# Oligernis
Oligernis és un gènere monotípic d'arnes de la família Crambidae. Conté només una espècie, Oligernis endophthalma, que es troba a Borneo.